# Pre-implantatiegenetische diagnostiek

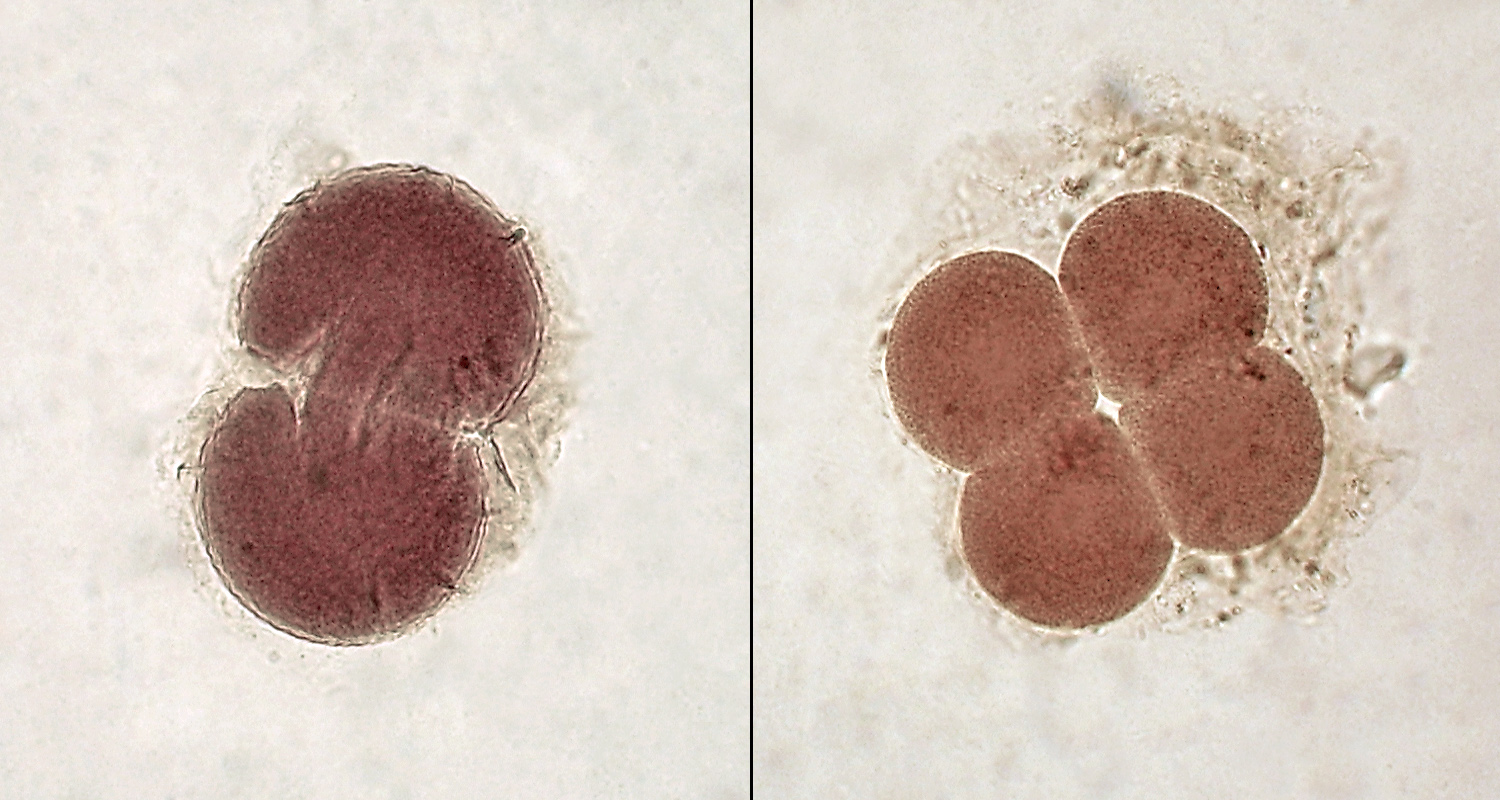
Vroege embryo's

Pre-implantatiegenetische diagnostiek (PGD) ook wel PGT (preïmplantatie genetische test) genoemd is een techniek om genetische afwijkingen op te sporen in eicellen of embryo's voorafgaand aan of aansluitend op in-vitrofertilisatie (IVF) of intracytoplasmatische sperma-injectie (ICSI). Het MUMC+ in Maastricht is het enige ziekenhuis in Nederland dat deze techniek mag toepassen.

## Ethiek
Omdat slechts de niet aangedane embryo's in de baarmoeder worden teruggeplaatst, vormt PGD een alternatief voor de huidige prenatale diagnostiek, zoals vruchtwaterpunctie of vlokkentest, waarop vaak een zwangerschapsafbreking volgt als de uitslag positief is. Het belangrijkste voordeel van PGD boven prenatale diagnostiek is dat het onderzoek plaatsvindt voordat er sprake is van zwangerschap. De psychische problematiek van zwangerschapsafbreking is daardoor niet aan de orde. Sommige mensen houden wel bedenkingen op moreel gebied. Voor de Rooms-Katholieke Kerk en voor veel orthodox-protestanten is de bevruchting het moment waarop een nieuwe mens ontstaat en blijven er ethische vragen. Volgens de islam en het jodendom ontstaat het  menselijk leven pas in de baarmoeder en is er geen probleem.

## Geschiedenis
Edwards en Gardner zijn er in 1968 voor het eerst in geslaagd om een biopsie uit te voeren op konijnenembryo's. Halverwege de jaren 80 werd PGD ontwikkeld voor mensen als een alternatief voor de prenatale diagnostiek. In 1989 werd de geboorte van het eerste niet-aangedane kind na PGD voor een X-gebonden aandoening gemeld. Tot op heden lijken kinderen die na deze techniek zijn geboren zich even goed te ontwikkelen als met ICSI en spontaan verwekte kinderen.

## Techniek
Om de diagnostiek te kunnen verrichten moet, door middel van een biopsie, eerst celmateriaal worden verkregen. Er bestaat een aantal varianten, maar de meest gebruikte methode is de zogenoemde blastomeerbiopsie. Daarbij worden één of twee cellen (blastomeren) afgenomen van het nog niet geïmplanteerde embryo in het stadium waaruit dat uit zes tot tien cellen bestaat, meestal op de derde dag na de bevruchting.

## Diagnostiek
Voor de diagnostiek worden tegenwoordig twee methoden gebruikt. De zogenaamde polymerasekettingreactie (PCR) is geschikt voor de diagnostiek van monogene aandoeningen. De fluorescentie-in-situhybridisatie (FISH) wordt gebruikt voor geslachtsbepaling (in geval van geslachtsgebonden ziekten), de diagnostiek van structurele chromosoomafwijkingen, waaronder ongebalanceerde translocaties, en voor aneuploïdiescreening. Vergelijkende hybridisatie van het genoom (comparative genome hybridization) is ook toegevoegd aan het diagnostisch arsenaal, wat het mogelijk maakt om alle chromosomen tegelijk te beoordelen. Dit duurt echter 72 uur, waardoor het noodzakelijk is om de embryo's te bevriezen, omdat zij anders niet in leven gehouden kunnen worden. Dit verlaagt de kans op succes aanzienlijk.